# 弱ヘリウム星
弱ヘリウム星（じゃくヘリウムせい、英: helium-weak star）は、化学特異星の一種で、水素の吸収線から推定されるスペクトル型の恒星としては、ヘリウムの吸収線が弱い星の集合である。ヘリウムの吸収線が弱いことは共通するが、均質な集団というわけではなく、星によって過剰となる金属元素にばらつきがあり、磁場の有無によっても性質が分かれる。

## 経緯

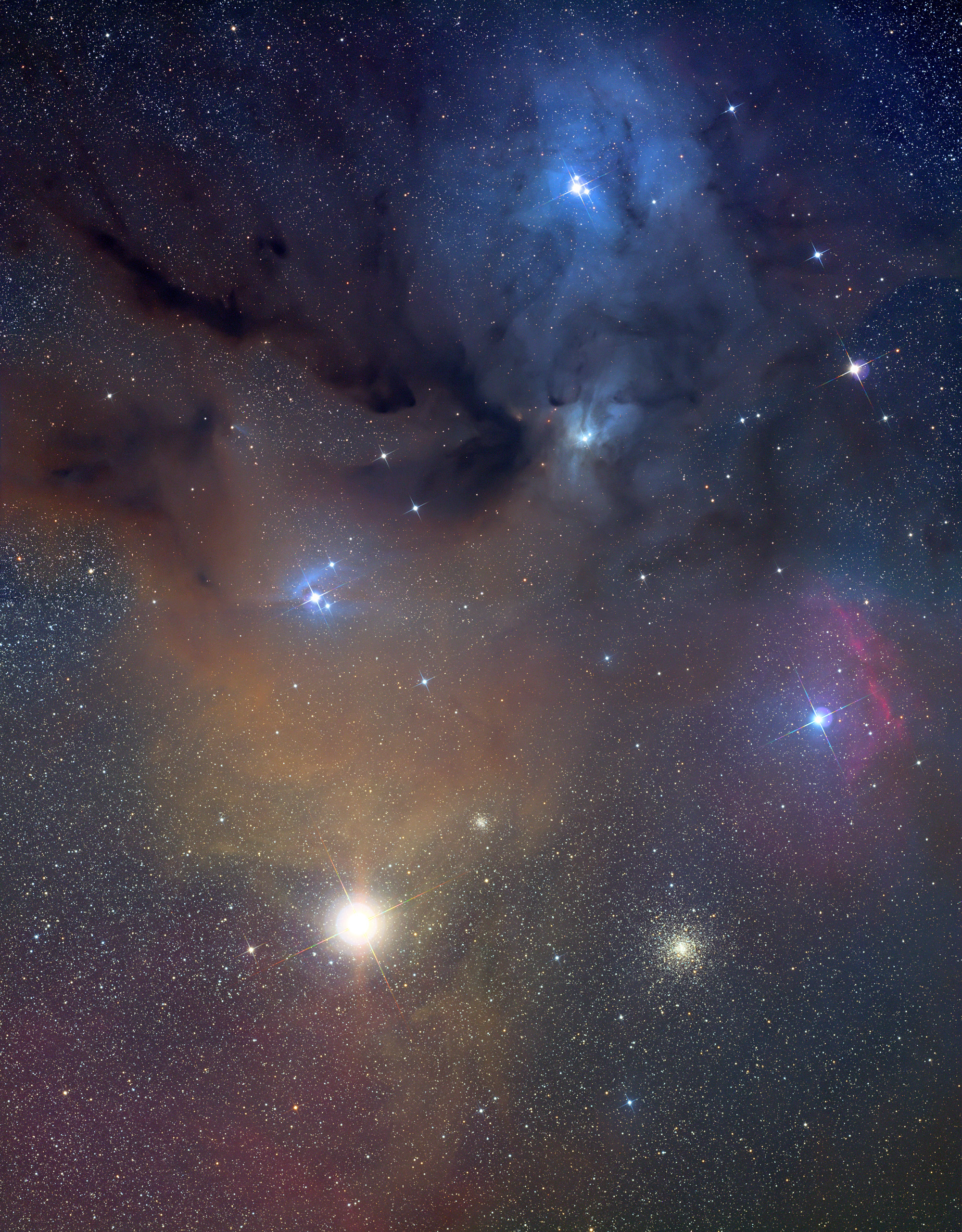
上部さそり座分子雲（出典: Jay Ballaurer / Adam Block / NOAO / AURA / NSF）。ガリソンはこのOBアソシエーションから、一度に複数の弱ヘリウム星を発見し、共通する特異性を示した。

1950年代から散発的に、色指数とスペクトル型が整合しない早期型星が発見されてきた。そして、1960年代にヤーキス天文台のガリソンが、上部さそり座分子雲の早期型星についての数的調査を行う中で、多色測光から見積もる温度とスペクトル型とが整合しない星をまとまった数指摘し、二色図の中でその分布を示したことで、似通った特異性を持つ星の集団があることが明らかとなり、これによって後に弱ヘリウム星と呼ばれる集団のあることが特定された。
当初、この種の恒星を弱ヘリウム星と呼び始めたヤシェクらは、ヘリウムが欠乏している確たる証拠をつかんでいたわけではなく、他に適切な名称がないという消極的な理由で選択し、その基準も、分光観測で得たスペクトル型と色指数から求めたスペクトル型の間に細分類の数字で2以上の差がある場合、としていた。ただしそれ以前から、キーナンらがそのような特異性をもつB型特異星の1つHD 191980（わし座V1357星）で、ヘリウム吸収線と中心波長が近い1階電離マグネシウムの吸収線の強度比から、水素のバルマー線や色指数から推定したスペクトル型にしてはヘリウム吸収線が弱いことを示していた。その後分光観測に基づく組成分析が進むと、弱ヘリウム星は実際にヘリウムの組成が、対太陽組成比で2倍から15倍程度欠乏していることがわかった。

## 特徴
弱ヘリウム星は、B型星の中で比較的低温度側に位置する集団で、表面の有効温度にすると概ね13000から18000 Kの範囲、スペクトル型では概ねB7からB3にかけて分布している。ヘリウムの吸収線が、同じスペクトル型の標準的な恒星のスペクトルに比べて弱く観測され、その強度を基準にスペクトル型を推定すると、実際より晩期型にみえる。例えば、キーナンらが調べたHD 191980の場合だと、水素のバルマー線から推定したスペクトル型はB5だが、炭素の吸収線から推定するとB3、ヘリウム吸収線を用いるとB7ないしB8となっている。
プレストンが整理した化学特異星（CP星）の分類の中では、弱ヘリウム星は第4の分類、CP4と位置づけられている。CP星の中でも、Ap星（CP2）や水銀・マンガン星（CP3）とはヘリウム吸収線が弱い、自転速度が低いといった共通の性質があり、弱ヘリウム星はそれらの高温側への延長にある分類とするみかたもある。一方、弱ヘリウム星の更に高温側には強ヘリウム星が分布する。強ヘリウム星と弱ヘリウム星は、自転速度が低い、ヘリウム吸収線が特異性において優勢である、などといった共通の性質があるが、スペクトル型B3を境としてヘリウム組成は反転し、強ヘリウム星では太陽組成の2から10倍程度ヘリウムが超過している。B型の化学特異星は温度によって、低温側から高温側にかけて水銀・マンガン星、弱ヘリウム星、強ヘリウム星と系統的に遷移してゆく格好である。
CP2やCP3には特徴的な金属吸収線がみられ、特定の金属が過剰であることを示すが、弱ヘリウム星（CP4）として括られる恒星全体では、おしなべて金属線強度は普通である。ただし、金属元素の組成がみな標準的であるわけではなく、恒星によって一部の金属の過剰がみられるものもある。弱ヘリウム星の組成を詳しく調べると、それは決して一様な集団ではなく、人によってはいくつかの小集団に細分類して考える。

### 細分類
弱ヘリウム星を細分類する場合、過剰である金属元素の種類に応じて3つの小集団に分けることが多い。第1の細分類は、ケイ素が過剰な星で、うお座20番星、さそり座3番星（さそり座V927星）、HD 144334（さそり座V929星）などが該当する。第2の細分類は、リンとガリウムが過剰な星で、オリオン座ι星B、ケンタウルス座3番星A（ケンタウルス座V983星）などが含まれる。第3の細分類は、チタンやストロンチウムが過剰な星で、ちょうこくしつ座α星、HD 37058（オリオン座V359星）、HD 168733（いて座V4050星）などが該当する。この3種類は明確に区別がつくというわけでもなく、例えばチタン・ストロンチウム星でもリンの吸収線が強い、などの細分類をまたぐ特徴もある。また、磁場が強い集団と磁場が検出されない集団に分類する考え方もあり、磁場が強い星はケイ素星やチタン・ストロンチウム星と、磁場が検出されない星はリン・ガリウム星と概ね一致し、磁場がある星は磁気Ap星と、磁場がない星は水銀・マンガン星と低温側で接続しているとみられる。

### 分布

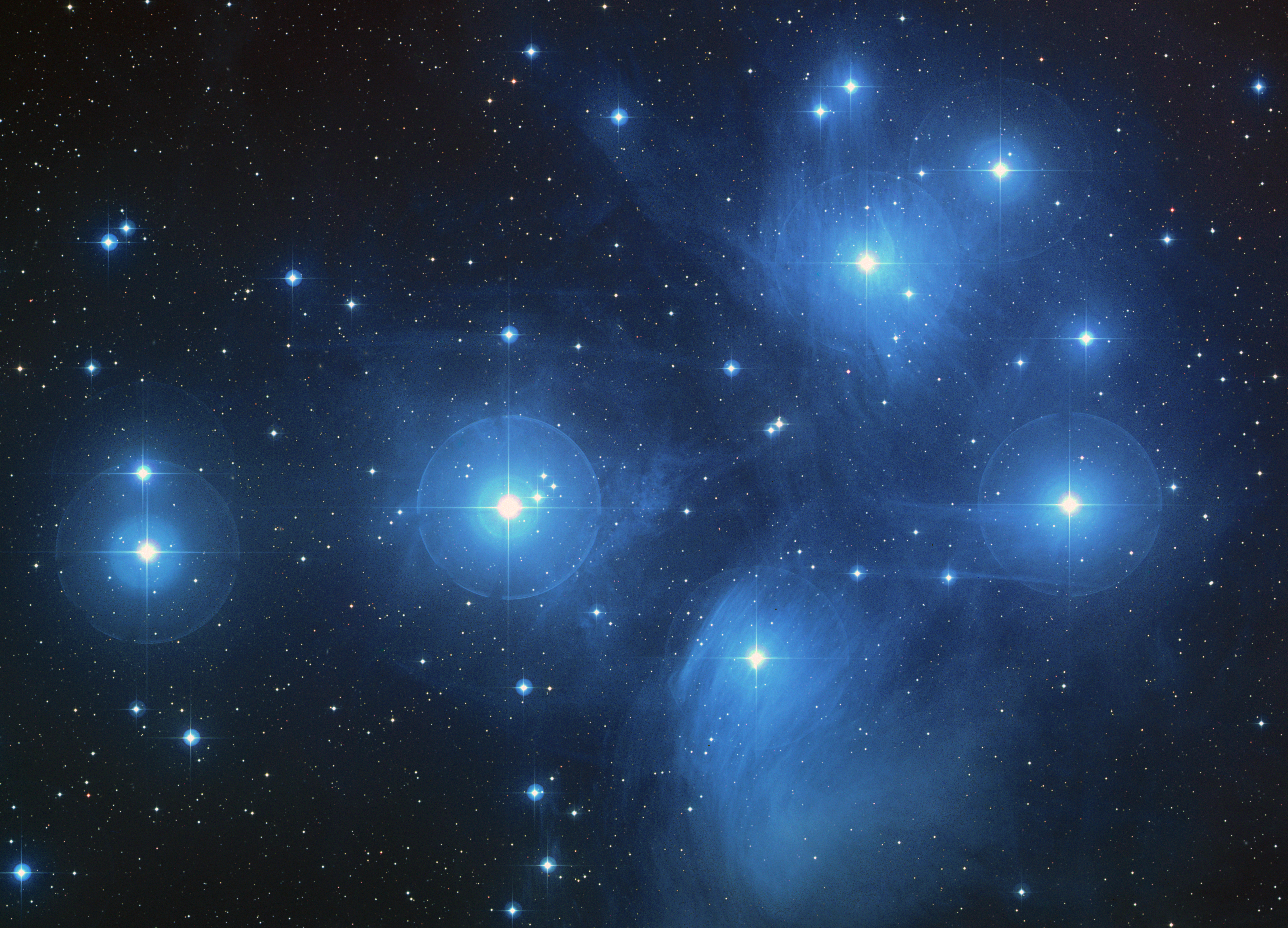
プレアデス星団（出典: NASA, ESA & AURA / Caltech）。この中のおうし座20番星（マイア）、おうし座27番星（アトラス）はよく知られた弱ヘリウム星。

弱ヘリウム星が存在する割合は明らかになっていないが、輝星星表中のB型星から弱ヘリウム星を探し出す調査では、3パーセント以上が弱ヘリウム星だと推測された。全天での弱ヘリウム星の分布はある程度偏っていて、多くみつかっている方向とあまりみつかっていない方向とがあり、OBアソシエーションの中にはB3型からB7型までの恒星に比較的高い頻度で弱ヘリウム星がみつかるものもある。2009年に発表された化学特異星のカタログでは、疑わしいものも含めて116天体が弱ヘリウム星に分類されている。

### 変光
弱ヘリウム星の中には、結構な頻度でヘリウム吸収線の強度が時間と共に変化する星が見つかっている。分光学的な変化だけでなく、光度変化を起こしている弱ヘリウム星も多い。そして、変光する弱ヘリウム星は、組成の細分類とも関係があり、リン・ガリウム星は変光を示さないかあってもわずかだが、ケイ素星やチタン・ストロンチウム星は変光を示す。
変光する弱ヘリウム星として有名なものには、ケンタウルス座a星（ケンタウルス座V761星）やHR 7129（みなみのかんむり座V686星）がある。これらの変光は、回転変光によって説明することができ、例えばケンタウルス座a星はおひつじ座SX型に、HR 7129はりょうけん座α2型に、それぞれ分類されている。これらの星はヘリウム吸収線強度の変化も顕著であるが、それも磁場による表面の元素分布の偏りと自転とで説明が可能である。